# Metoděj Jílek
Metoděj Jílek (ur. 11 czerwca 2006 w Pradze) – czeski łyżwiarz szybki, brązowy medalista mistrzostw świata i pięciokrotny medalista mistrzostw świata juniorów.

## Kariera
Na mistrzostwach świata juniorów w Hachinohe w 2024 zdobył srebro w biegu na 5000 m. Na rozgrywanych rok później mistrzostwach świata juniorów w Collalbo zwyciężył w biegu na 5000 m i starcie masowym, był drugi w wieloboju oraz trzeci na 1500 m.
Podczas mistrzostw świata na dystansach w Hamar zdobył brąz na dystansie 10 000 m.
25 stycznia 2025 w Calgary po raz pierwszy stanął na podium zawodów Pucharu Świata, zajmując drugie miejsce na dystansie 10 000 m.